# Années 320 av. J.-C.
Les années 320 av. J.-C. couvrent les années de 329 av. J.-C. à 320 av. J.-C.

## Événements

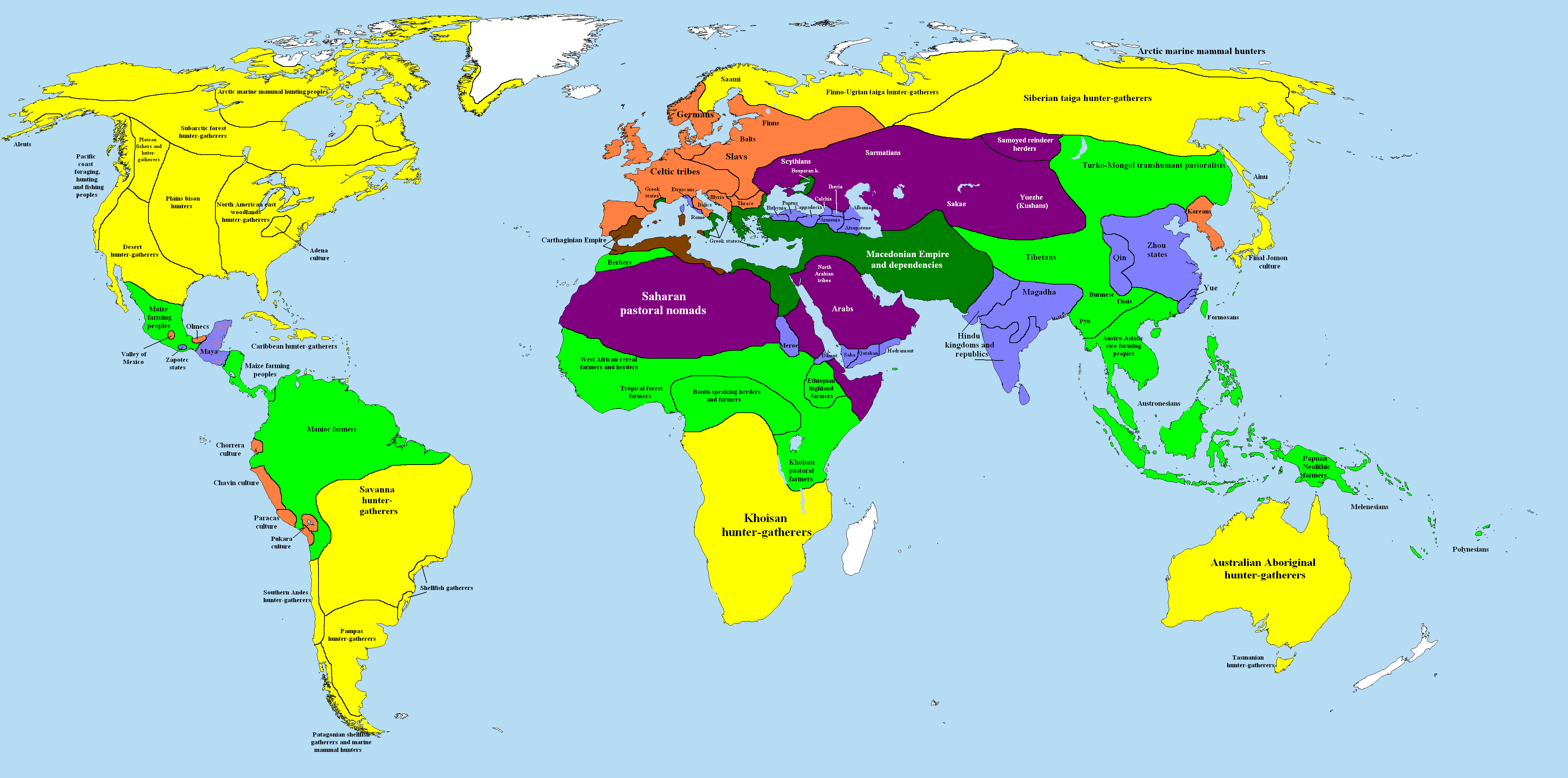
Le monde vers 323 av. J.-C.

- 331/330 av. J.-C. : Mithrénès est nommé satrape d’Arménie. En 317, quelques années après la mort d’Alexandre le Grand, l’Arménie devient pratiquement indépendante, dirigée par Orontès III[1]. La dynastie des Orontides y réalise la synthèse des civilisations grecques et iranienne.
- 330 av. J.-C. : incendie de Persépolis ; mort de Darius III[2].

- 330/327 av. J.-C. : les armées d’Alexandre le Grand partent à la conquête de l’Hyrcanie, de la Bactriane et de la Sogdiane[4]. Alexandre y fonde des colonies militaires (70, dit-on) qui prennent le nom d’Alexandrie.
- 330-324 av. J.-C. : disette en Grèce, notamment à Athènes et dans la mer Égée, provoquée par des difficultés de ravitaillement[5]. Cléomène de Naucratis, qui administre l'Égypte, augmente fortement les taxes sur les exportations de blé alors que la famine sévit[6].
- 328 av. J.-C. : meurtre de Cleitos par Alexandre le Grand[4].
- 327 av. J.-C. :  affaire de la proscynèse ; Alexandre le Grand envahit l'Inde [4].
- 327-304 av. J.-C. : seconde guerre samnite[7].
- 326 av. J.-C. : bataille de l'Hydaspe[4].
- 325 av. J.-C. : Alexandre le Grand quitte l’Inde. Expédition de Néarque sur la mer Érythrée et le golfe Persique[4].
- Vers 325 av. J.-C. : voyage de Pythéas, navigateur, astronome et géographe de Massalia (Marseille). Il atteint la Grande-Bretagne et l’île de Thulé (Jutland, Islande ou Norvège)[8]. Il échoue à l’embouchure du Rhin, puis continue sa route vers l’embouchure d’un autre fleuve, l’Elbe ou d’Oder. Il relate son voyage dans un ouvrage intitulé L’Océan. Il définit la latitude comme distance au pôle et explique le flux et le reflux (la marée) par l'attraction de la lune. Un autre massaliote, Euthymènes, aurait atteint le Sénégal. La ville établit un réseau commercial en Méditerranée occidentale.
- Vers 325-315 av. J.-C. : le roi Thrace Seuthès III construit sur la rive gauche du Tonzos (Toundja) une nouvelle capitale, Seuthopolis sur un plan en damier, dont les remparts enserrent 5 ha[9]. La ville est ruinée dès la fin du IIIe siècle av. J.-C.
- 324 av. J.-C. : noces de Suse ;  « sédition d’Opis »[10].

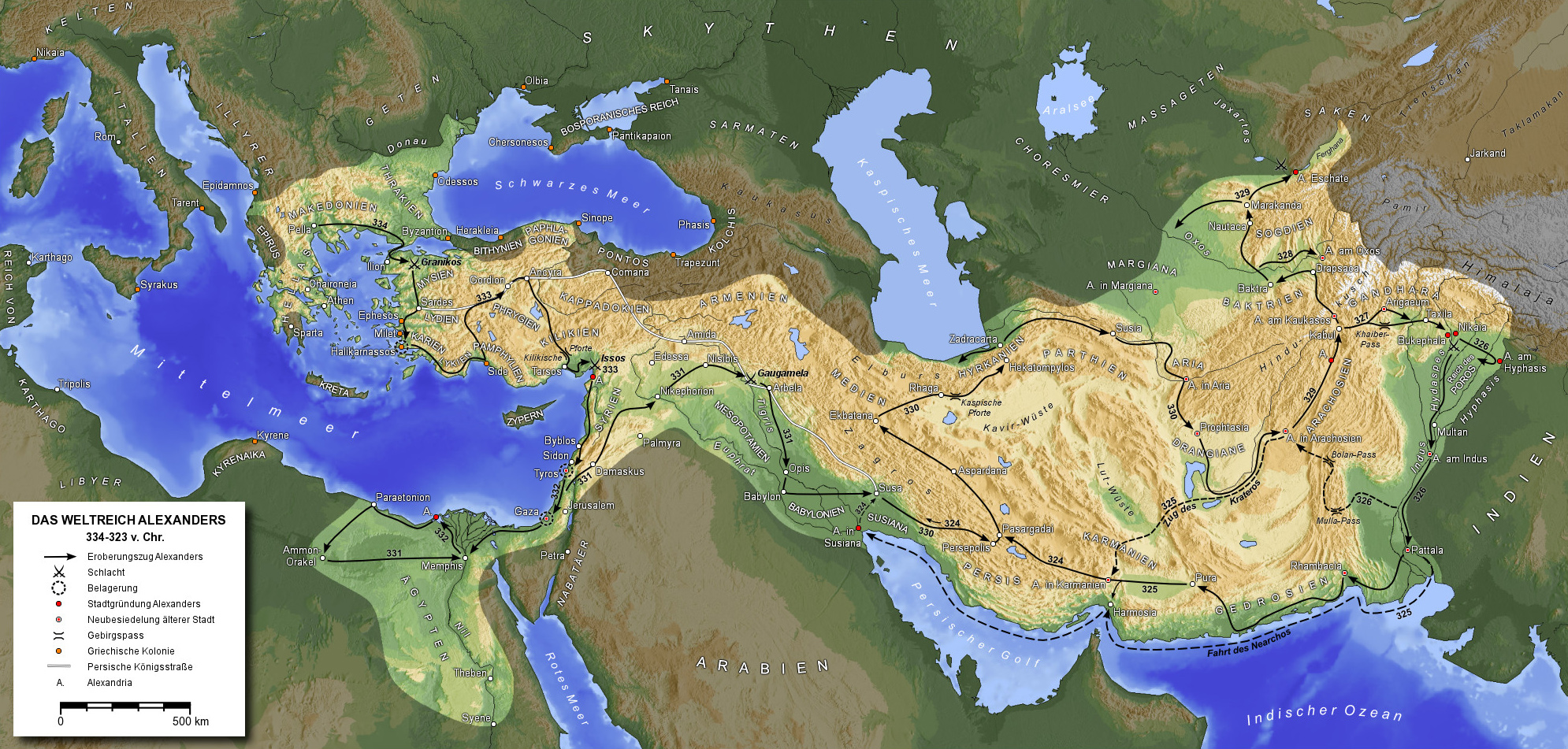
Le monde hellénistique à la mort d’Alexandre.

- 323 av. J.-C. : mort d’Alexandre le Grand[4]. En Grèce, fin de la période « classique » (450 à 323 av. J.-C.) et début de la période « hellénistique » (323 à 31 av. J.-C.).
- 323-322 av. J.-C. : guerre lamiaque[11]. Accords de Babylone[12].
- 322-320 av. J.-C. : première guerre des diadoques[13].
- 321 av. J.-C. :
  - création de l'Empire Maurya en Inde[14].
  - capitulation romaine face aux Samnites à la bataille des Fourches Caudines[15].
  - accords de Triparadisos[16].
- Vers 320 av. J.-C. : fondation du scepticisme par Pyrrhon d'Élis[17].

- Sous le règne d’Alexandre le Grand, une forte colonie syrienne s’installe dans le royaume d'Aksoum, en Éthiopie. Elle se serait établie dans une région devenue la province de Siré, dans le Tigré[18].

## Personnages significatifs

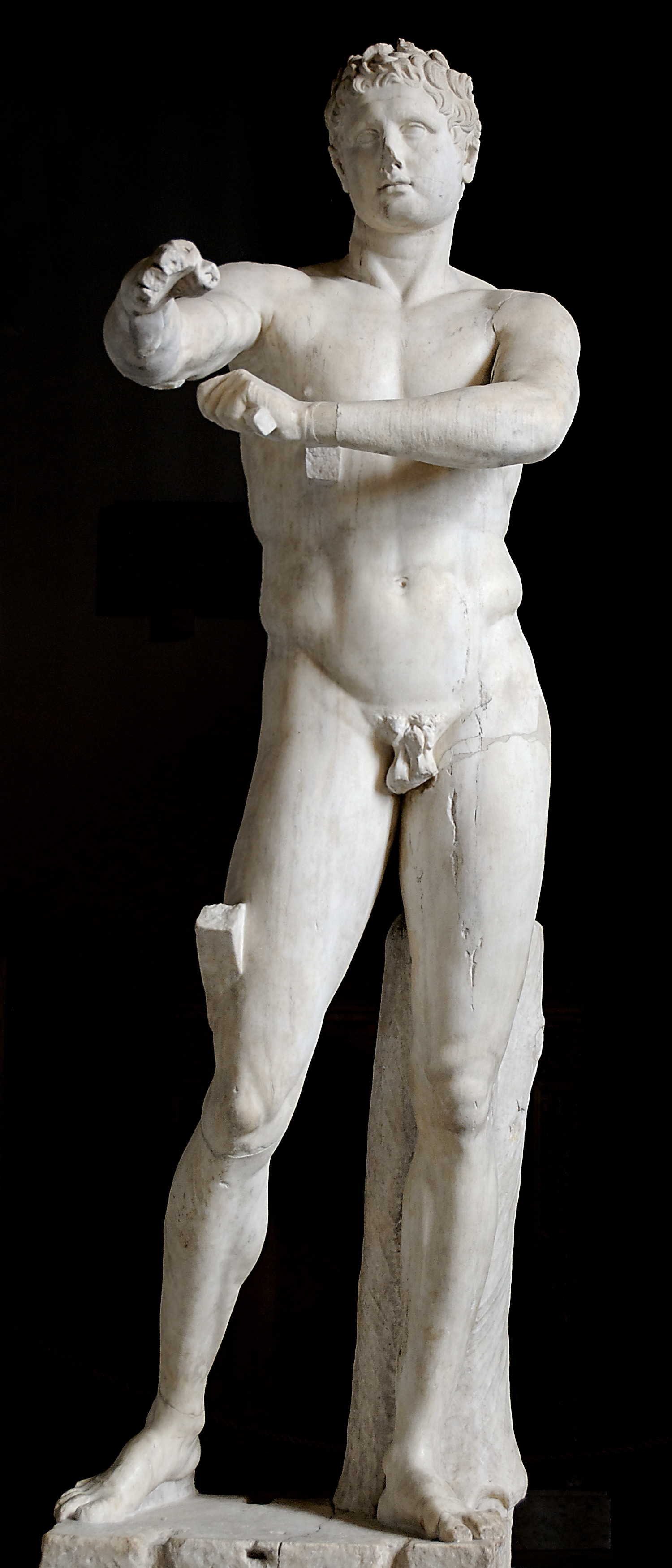
L’Apoxyomène, marbre du Ier siècle d'après le bronze de Lysippe, (v. 330-320 av. J.-C.). musée Pio-Clementino

- Alexandre le Grand
- Aristote
- Chandragupta Maurya
- Cratère
- Démosthène
- Harpale
- Néarque
- Théophraste
- Les Diadoques